# Villers-Carbonnel
Villers-Carbonnel è un comune francese di 319 abitanti situato nel dipartimento della Somme nella regione dell'Alta Francia.

## Società

### Evoluzione demografica
Abitanti censiti